# Campionato sudamericano per club 2017 (pallavolo femminile)
Il campionato sudamericano per club 2017 si è svolto dal 14 al 18 febbraio 2017 a Uberaba e Uberlândia, in Brasile: al torneo hanno partecipato sei squadre di club sudamericane e la vittoria finale è andata per la quarta volta, la terza consecutiva, al Rio de Janeiro.

## Impianti
|                                                               |                                                              |  |
|                                                               |                                                              |  |
| Centro Olímpico Città: Uberaba Capienza: - Anno d'apertura: - | Arena Praia Città: Uberlândia Capienza: - Anno d'apertura: - |  |

## Regolamento

### Formula
Le squadre hanno disputato una prima fase a gironi con formula del girone all'italiana; al termine della prima fase:
- Le prime due classificate di ogni girone hanno acceduto alla fase finale per il primo posto strutturata in semifinali, finale per il terzo posto e finale.
- L'ultima classificata di ogni girone ha acceduto alla finale per il quinto posto.

### Criteri di classifica
Se il risultato finale è stato di 3-0 o 3-1 sono stati assegnati 3 punti alla squadra vincente e 0 a quella sconfitta, se il risultato finale è stato di 3-2 sono stati assegnati 2 punti alla squadra vincente e 1 a quella sconfitta.
L'ordine del posizionamento in classifica è stato definito in base a:
- Punti;
- Numero di partite vinte;
- Ratio dei set vinti/persi;
- Ratio dei punti realizzati/subiti.

## Squadre partecipanti
- Boca Juniors
- Villa Dora
- Club Olympic
- Praia Clube
- Rio de Janeiro
- San Martín

## Torneo

### Fase a gironi
| Girone A     | Girone B       |
| ------------ | -------------- |
| Club Olympic | Boca Juniors   |
| Villa Dora   | Rio de Janeiro |
| Praia Clube  | San Martín     |

#### Girone A

##### Risultati
| 14 febbraio 2017 Arena Praia, Uberlândia Durata: ? - Spettatori: ? | Villa Dora  | 3 - 0 | Club Olympic | 25-6, 25-17, 25-19  |
| 15 febbraio 2017 Arena Praia, Uberlândia Durata: ? - Spettatori: ? | Praia Clube | 3 - 0 | Club Olympic | 25-2, 25-6, 25-6    |
| 16 febbraio 2017 Arena Praia, Uberlândia Durata: ? - Spettatori: ? | Praia Clube | 3 - 0 | Villa Dora   | 25-15, 25-11, 25-13 |

##### Classifica
| Pos | Squadra      | Pt | G | V | P | SV | SP | Ratio | PF  | PS  | Ratio |
| --- | ------------ | -- | - | - | - | -- | -- | ----- | --- | --- | ----- |
| 1   | Praia Clube  | 6  | 2 | 2 | 0 | 6  | 0  | MAX   | 150 | 53  | 2.830 |
| 2   | Villa Dora   | 3  | 2 | 1 | 1 | 3  | 3  | 1.000 | 114 | 117 | 0.974 |
| 3   | Club Olympic | 0  | 2 | 0 | 2 | 0  | 3  | 0.000 | 56  | 150 | 0.373 |

#### Girone B

##### Risultati
| 14 febbraio 2017 Centro Olímpico, Uberaba Durata: ? - Spettatori: ? | Rio de Janeiro | 3 - 0 | Boca Juniors | 25-17, 25-8, 25-8   |
| 15 febbraio 2017 Centro Olímpico, Uberaba Durata: ? - Spettatori: ? | San Martín     | 3 - 0 | Boca Juniors | 25-22, 25-18, 25-22 |
| 16 febbraio 2017 Centro Olímpico, Uberaba Durata: ? - Spettatori: ? | Rio de Janeiro | 3 - 0 | San Martín   | 25-16, 25-11, 25-16 |

##### Classifica
| Pos | Squadra        | Pt | G | V | P | SV | SP | Ratio | PF  | PS  | Ratio |
| --- | -------------- | -- | - | - | - | -- | -- | ----- | --- | --- | ----- |
| 1   | Rio de Janeiro | 6  | 2 | 2 | 0 | 6  | 0  | MAX   | 150 | 76  | 1.973 |
| 2   | San Martín     | 3  | 2 | 1 | 1 | 3  | 3  | 1.000 | 118 | 137 | 0.861 |
| 3   | Boca Juniors   | 0  | 2 | 0 | 2 | 0  | 6  | 0.000 | 95  | 150 | 0.633 |

### Fase finale

#### Finale 1º e 3º posto
|  | Semifinali     | Semifinali     | Semifinali     |                |             | Finale 1º/2º posto | Finale 1º/2º posto | Finale 1º/2º posto |  |
|  |                |                |                |                |             |                    |                    |                    |  |
|  | Rio de Janeiro | Rio de Janeiro | 3              |                |             |                    |                    |                    |  |
|  | Rio de Janeiro | Rio de Janeiro | 3              |                |             |                    |                    |                    |  |
|  | Villa Dora     | Villa Dora     | 0              |                |             |                    |                    |                    |  |
|  | Villa Dora     | Villa Dora     | 0              |                | Praia Clube | Praia Clube        | 1                  |                    |  |
|  |                |                |                |                | Praia Clube | Praia Clube        | 1                  |                    |  |
|  |                |                | Rio de Janeiro | Rio de Janeiro | 3           |                    |                    |                    |  |
|  | Praia Clube    | Praia Clube    | Rio de Janeiro | Rio de Janeiro | 3           | 3                  |                    |                    |  |
|  | Praia Clube    | Praia Clube    |                |                |             | 3                  |                    |                    |  |
|  | San Martín     | San Martín     | 0              |                |             | Finale 3º/4º posto | Finale 3º/4º posto | Finale 3º/4º posto |  |
|  | San Martín     | San Martín     | 0              |                |             |                    |                    |                    |  |
|  |                |                |                |                |             |                    |                    |                    |  |
|  |                |                |                |                |             | Villa Dora         | Villa Dora         | 0                  |  |
|  |                |                |                |                |             | Villa Dora         | Villa Dora         | 0                  |  |
|  |                |                |                |                |             | San Martín         | San Martín         | 3                  |  |

##### Semifinali
| 17 febbraio 2017 Centro Olímpico, Uberaba Durata: ? - Spettatori: ? | Rio de Janeiro | 3 - 0 | Villa Dora | 25-10, 25-6, 25-17  |
| 17 febbraio 2017 Centro Olímpico, Uberaba Durata: ? - Spettatori: ? | Praia Clube    | 3 - 0 | San Martín | 25-18, 25-23, 25-13 |

##### Finale 3º posto
| 18 febbraio 2017 Arena Praia, Uberlândia Durata: ? - Spettatori: ? | Villa Dora | 0 - 3 | San Martín | 20-25, 29-31, 17-25 |

##### Finale
| 18 febbraio 2017 Arena Praia, Uberlândia Durata: ? - Spettatori: ? | Praia Clube | 1 - 3 | Rio de Janeiro | 19-25, 25-20, 19-25, 11-25 |

#### Finale 5º posto
| 18 febbraio 2017 Arena Praia, Uberlândia Durata: ? - Spettatori: ? | Club Olympic | 1 - 3 | Boca Juniors | 25-20, 12-25, 18-25, 12-25 |

## Classifica finale
| Pos | Squadre        | Qualificazione                |
| --- | -------------- | ----------------------------- |
|     | Rio de Janeiro | Coppa del Mondo per club 2017 |
|     | Praia Clube    |                               |
|     | San Martín     |                               |
| 4   | Villa Dora     |                               |
| 5   | Boca Juniors   |                               |
| 6   | Club Olympic   |                               |

## Premi individuali
| Premio                 | Nome                 | Squadra        |
| ---------------------- | -------------------- | -------------- |
| MVP                    | Gabriela Guimarães   | Rio de Janeiro |
| Miglior palleggiatrice | Roberta Ratzke       | Rio de Janeiro |
| Miglior opposto        | Monique Pavão        | Rio de Janeiro |
| Miglior schiacciatrice | Alexandra Klineman   | Praia Clube    |
| Miglior schiacciatrice | Ángela Leyva         | San Martín     |
| Miglior centrale       | Fabiana Claudino     | Praia Clube    |
| Miglior centrale       | Walewska de Oliveira | Praia Clube    |
| Miglior libero         | Fabiana de Oliveira  | Rio de Janeiro |